# Combretum duarteanum
Combretum duarteanum là một loài thực vật có hoa trong họ Trâm bầu. Loài này được Cambess. mô tả khoa học đầu tiên năm 1832.